# Robert Hamerling

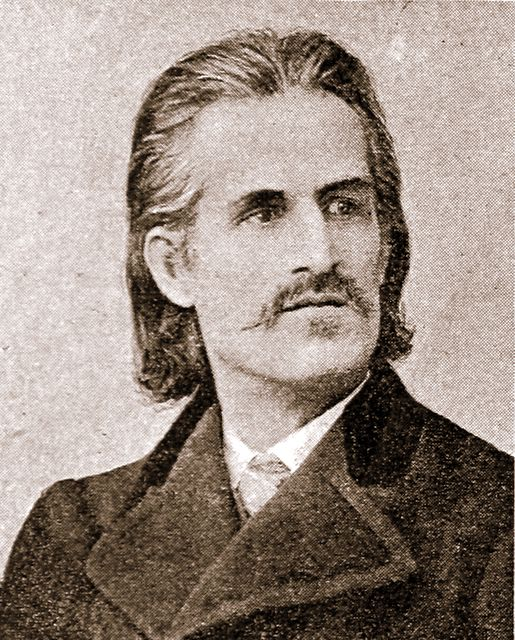
Robert Hamerling.

Robert Hamerling, född 24 mars 1830 i Kirchberg am Wald i Nedre Österrike, död 13 juli 1889 i Graz, var en österrikisk poet och filosof.
Hamerling blev 1855 gymnasielärare i Trieste, fick 1866 på grund av sjukdom avsked från denna befattning och levde sedan i Graz, uteslutande sysselsatt med poetisk verksamhet. Hans levnad förbittrades av ett mycket svårt och långvarigt underlivslidande. Hamerling började som lyriker med Sangesgruss vom sirande der Adria (1857), vilken liksom det lyriska eposet Venus im Exil 
(1858), diktsamlingen Sinnen und Minnen (1860), elegien Schwanenlied der Romantik (1862) och den patriotiska canzonen Germanenzug (1864) vann framgång och erkännande, men först med det på femfotade jamber författade eposet Ahasver in Rom (1866) vann han stor ryktbarhet. Denna dikt följdes av eposet Der König von Sion (1869), Hamerlings mest fulländade verk, som på hexameter skildrar vederdöparnas tid, Amor und Psyche (1882) och den mot samtiden riktade satiren Homunculus (1888) samt ett andra band dikter, Blätter im Winde (1887). 
Hamerlings dramer, Danton und Robespierre (1871), komedin Teut (1872) och lustspelet Lord Luzifer (1880) gjorde ingen lycka. Den grekiska kärleksromanen Aspasia (1876; svensk översättning 1881) och berättelsen Die Waldsängerin (1880), översättningar av Giacomo Leopardis dikter (1865) och annan italiensk poesi (1884), några samlingar smärre skisser och studier (Prosa, 4 band, 1882 och 1891) samt självbiografin Stationen meiner Lebenspilgerschaft (1889) är ytterligare att nämna. Postumt utgavs Lehrjahre der Liebe (1890), dagboksanteckningar, och Letzte Grüsse aus Stiftinghaus (1894). År 1892 erhöll han ett minnesmärke i sin födelseort och 1900 ett i Graz. En folkupplaga av hans verk i 4 band utkom samma år, Ungedruckte Briefe 1897-1901. 
Om värdet av Hamerlings diktning har rått strid; medan somliga frånkände hans sinnligt färglagda epik med dess stora temata och filosofiska uppbyggnad all ursprunglighet och äkta helhetsliv, såg andra åter i honom en självständig och mäktig, av höga idéer och praktfull kolorit utmärkt poetisk skapare. Den sköna och yppiga formen, som jämförts med Hans Makarts målningssätt, har däremot allmänt erkänts; att Hamerling i mycket är epigon och inte ägde skaldisk gestaltningskraft i jämnhöjd med sin historiska kunskap och sin ideella syftning, visar sig tydligt i hans dramer och berättelser. 
Även som filosof bidrog Hamerling till den tyska litteraturen, nämligen genom det omfattande arbetet Die Atomistik des Willens (2 band, 1891), som han själv betecknade som "bidrag till kritik av det moderna vetandet" och som innehåller ett helt filosofiskt system, låt vara i delvis något aforistisk form. Han framträder här väsentligen som efterföljare av Schopenhauer, men med inte ringa originalitet. Inom kunskapsteorin ansluter han sig till Kant med betonande av den realistiska sidan i dennes ståndpunkt och under polemik mot all konsekvent idealism. 
Han utgår från känslan av det egna jagets verklighet. Jaget är en utsträckningslös atom, och denna är "tinget i sig" (das Ding an sich), ett viljande väsen med substantialitet. Individen bär därjämte inom sig en känsla av det stora hela, som han tillhör, och av sambandet, varpå hans sedlighet grundar sig. Detta allmänna har dock sin verklighet endast i det enskilda. För dessa åsikter har Hamerling funnit en entusiastisk anhängare i Vincenz Knauer, som i sitt arbete Hauptprobleme der Philosophie  betecknar Hamerlings världsåskådning såsom den hittills högsta ståndpunkten inom filosofin.